# Paul De Vigne

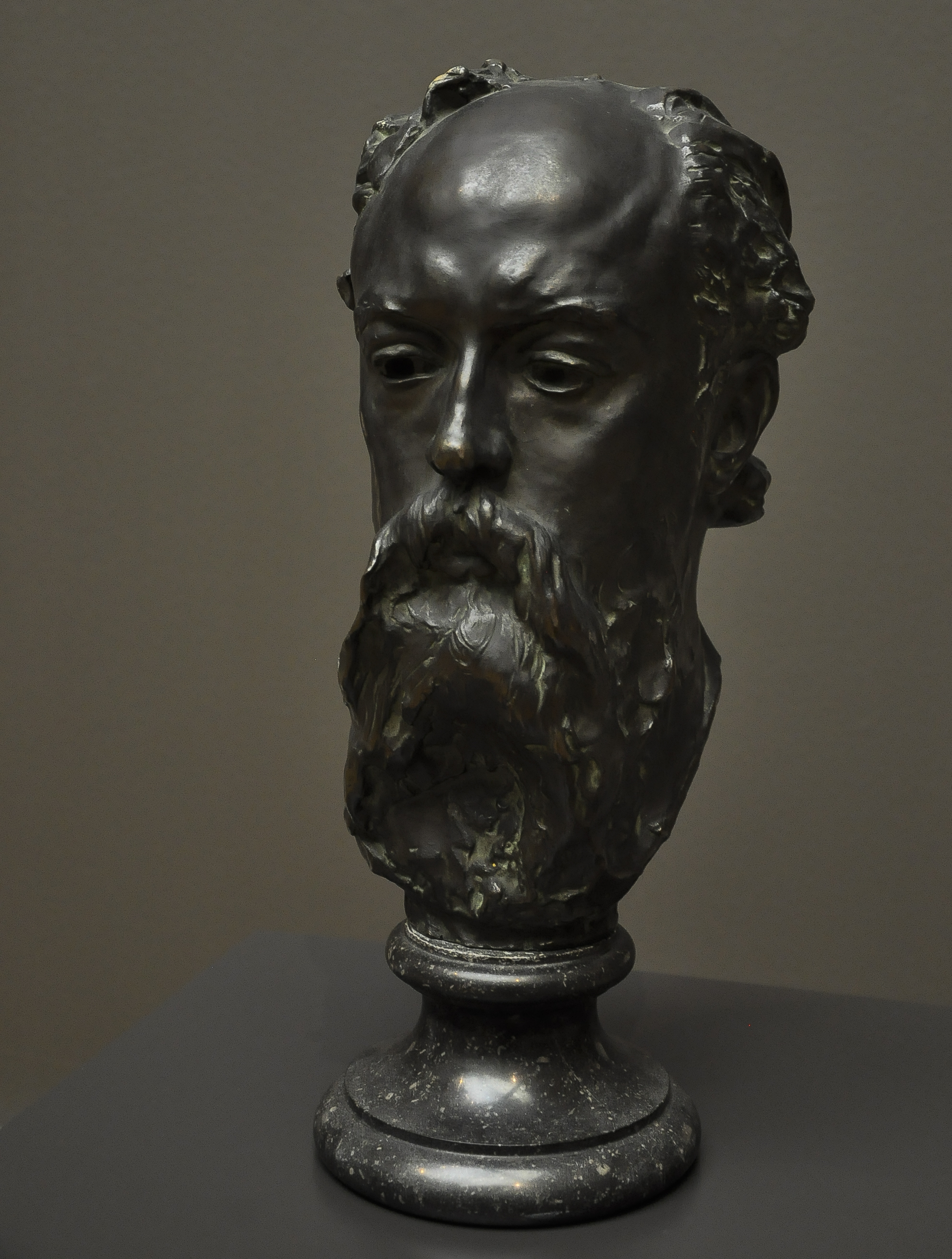
Paul de Vigne door Auguste Rodin

Paulus (Paul) De Vigne (Gent, 26 april 1843 – Sint-Joost-ten-Node, 13 februari 1901) was een Belgisch beeldhouwer.

## Leven en werk
Paul De Vigne was een zoon van beeldhouwer Pieter De Vigne en Malvina Quyo. Hij leerde de eerste beginselen van het beeldhouwen van zijn vader. Hij volgde opleidingen aan de Academie voor Beeldende Kunst in Gent, als leerling van zijn oom Félix De Vigne, en aan de Koninklijke Academie voor Schone Kunsten van Antwerpen bij Jozef Geefs. In 1869 behaalde hij een tweede prijs in het concours voor de Prijs van Rome. Hoewel hij niet won, trok hij toch naar Italië, waar hij van 1870 tot 1874 woonde en werkte in Rome en Florence. Hij woonde van 1878 tot en met 1882 in Parijs waar hij een atelier had vlak bij het atelier van Auguste Rodin. Ze raakten bevriend naar aanleiding van eerdere sculpturale opdrachten aan het Brusselse Conservatorium. Rodin maakte een portretbuste van Paul De Vigne die in brons werd uitgevoerd in 1876 en zich in het Museum voor Schone Kunsten te Gent bevindt. Een exemplaar in gips bevindt zich in het Rodin-museum. Beiden bleven met elkaar contact houden. Later keerde Paul De Vigne naar België terug. Een marmeren reliëf Memoriaal Mr & Mw Paul De Vigne werd uitgevoerd door de Gentse beeldhouwer Robert Heylbroeck en geplaatst in vermeld museum.
Hij behoorde tot de kunstenaarsgroep Les XX. Hij was ook lid van de in 1896 door Eugène Broerman opgerichte L’Oeuvre nationale de l’art appliqué à la rue et aux objets d’utilité publique.

## Werken (selectie)
- kariatiden, borstbeeld en genieën (ca. 1876) aan de linkervleugel (Kleine-Zavelpleintje) en de rechtervleugel (Regentschapsstraat) van het Koninklijk Conservatorium in Brussel
- standbeeld van Louis Benoît Van Houtte in Gentbrugge (opdracht aanvaard in 1877, onthulling in 1879)
- standbeeld Filips van Marnix van Sint-Aldegonde (ca. 1880), Brussel
- standbeeld van Jan Breydel en Pieter de Coninck (1887), helden uit de Guldensporenslag, op de Grote Markt in Brugge

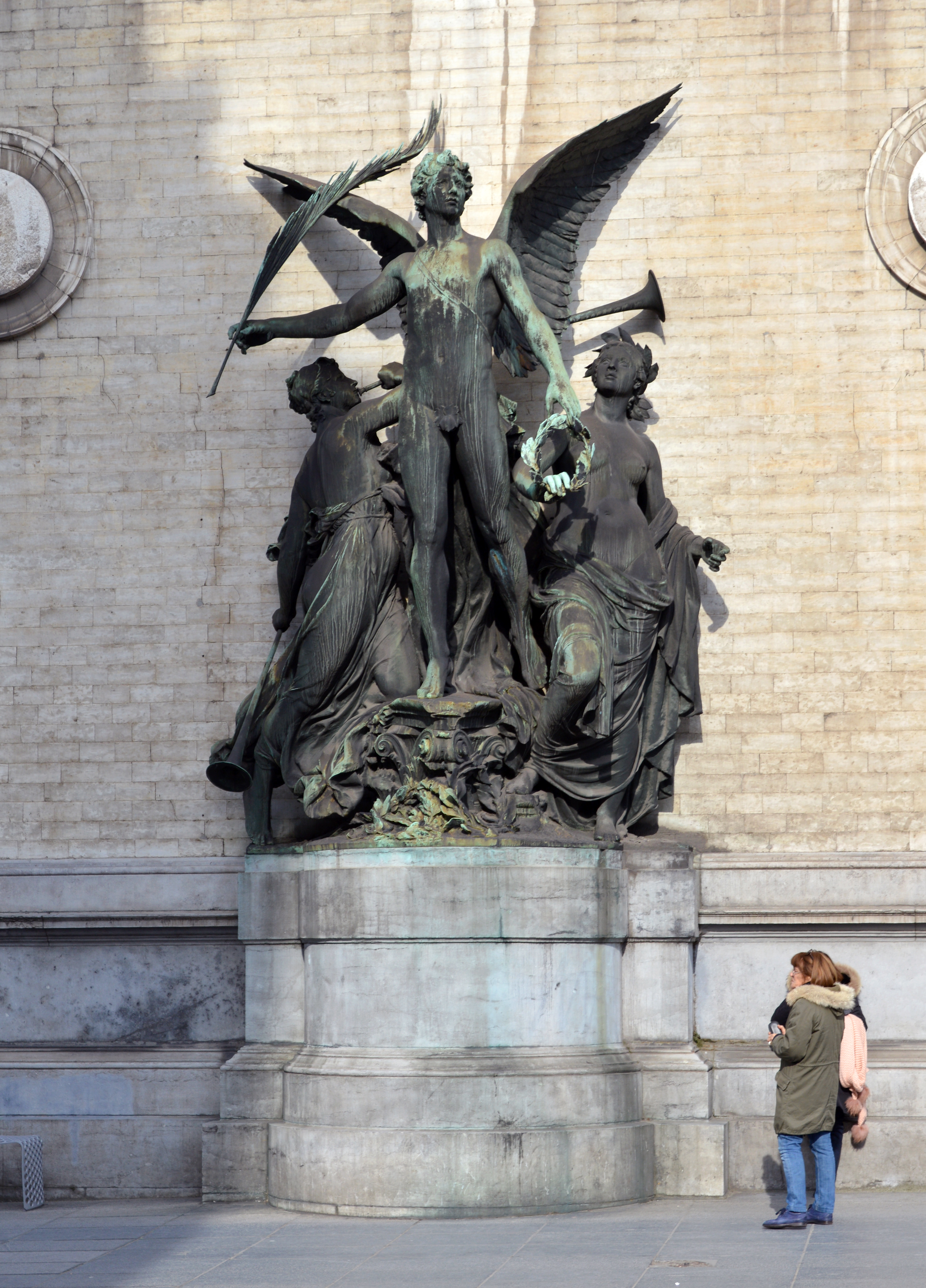
Beeldengroep
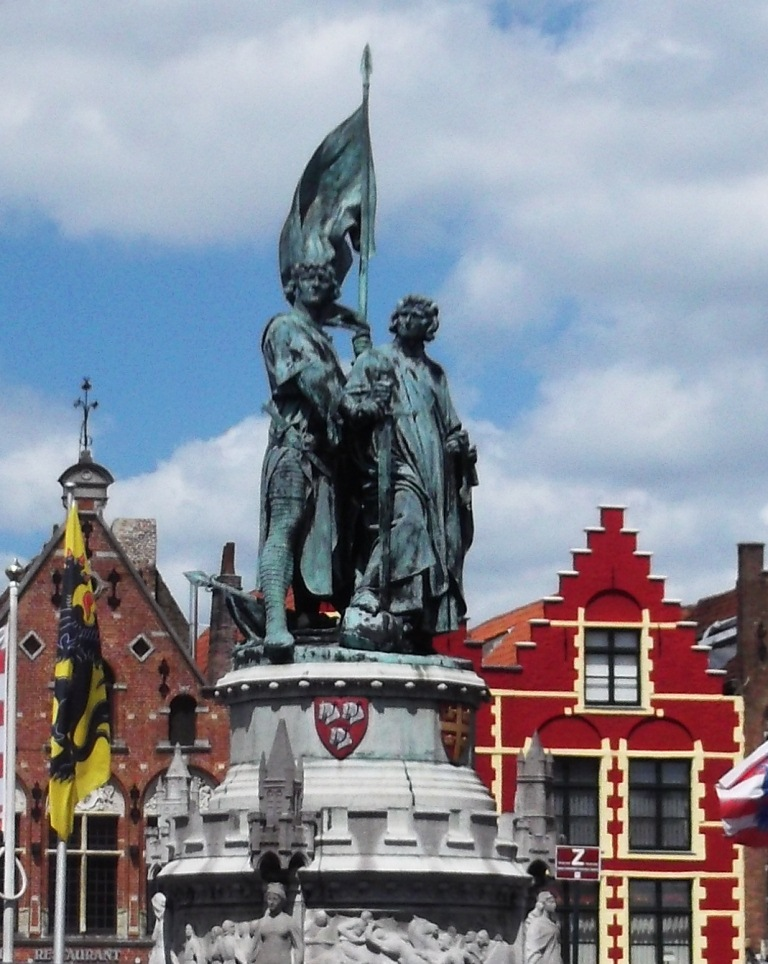
Beeld van Breydel en De Coninck
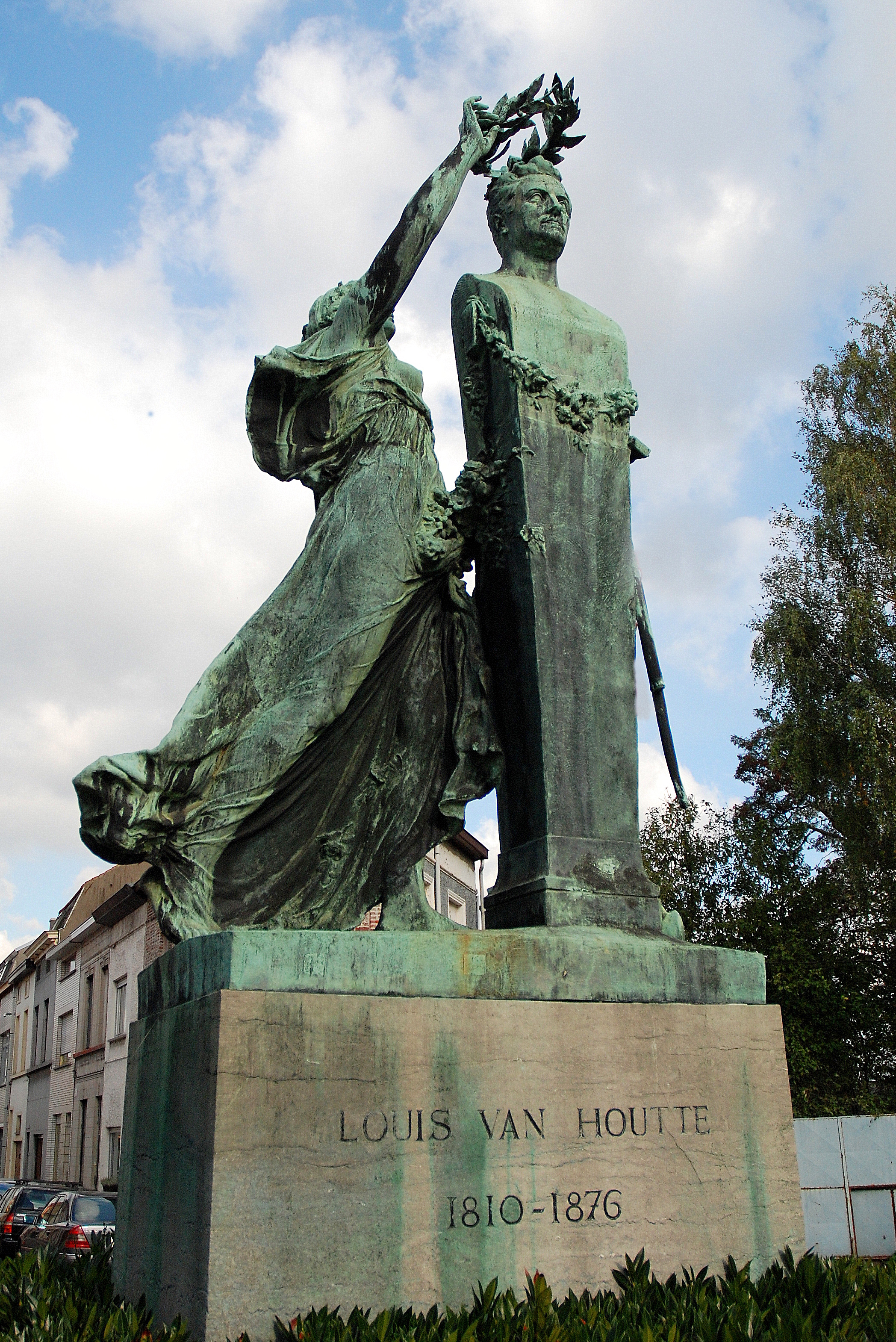
Standbeeld Van Houtte